# 石原慶幸
石原 慶幸（いしはら よしゆき、1979年9月7日 - ）は、岐阜県安八郡墨俣町（現：大垣市）出身の元プロ野球選手（捕手、右投右打）、プロ野球コーチ。
愛称は「イシ」、「うーたん」。

## 経歴

### プロ入り前
岐阜県立岐阜商業高等学校では、2年夏に第78回全国高等学校野球選手権大会に出場。2回戦でPL学園とあたって敗退。3年夏にも第79回全国高等学校野球選手権大会に出場し、甲子園自身初安打も放ったが、1回戦で敗退した。高校通算57本塁打を記録している。高校の2年後輩は、後に同僚となる青木高広がいる。
その後、東北福祉大に入学。吉見祐治、洗平竜也や木谷寿巳とバッテリーを組む。後に同僚となる大須賀允は同期。大学3年時に大学日本代表・シドニーオリンピック野球日本代表候補に選出された。4年秋はリーグ最優秀選手。ベストナイン捕手3回。
2001年のドラフト4巡目指名で広島東洋カープに入団した。背番号は31。

### 広島時代

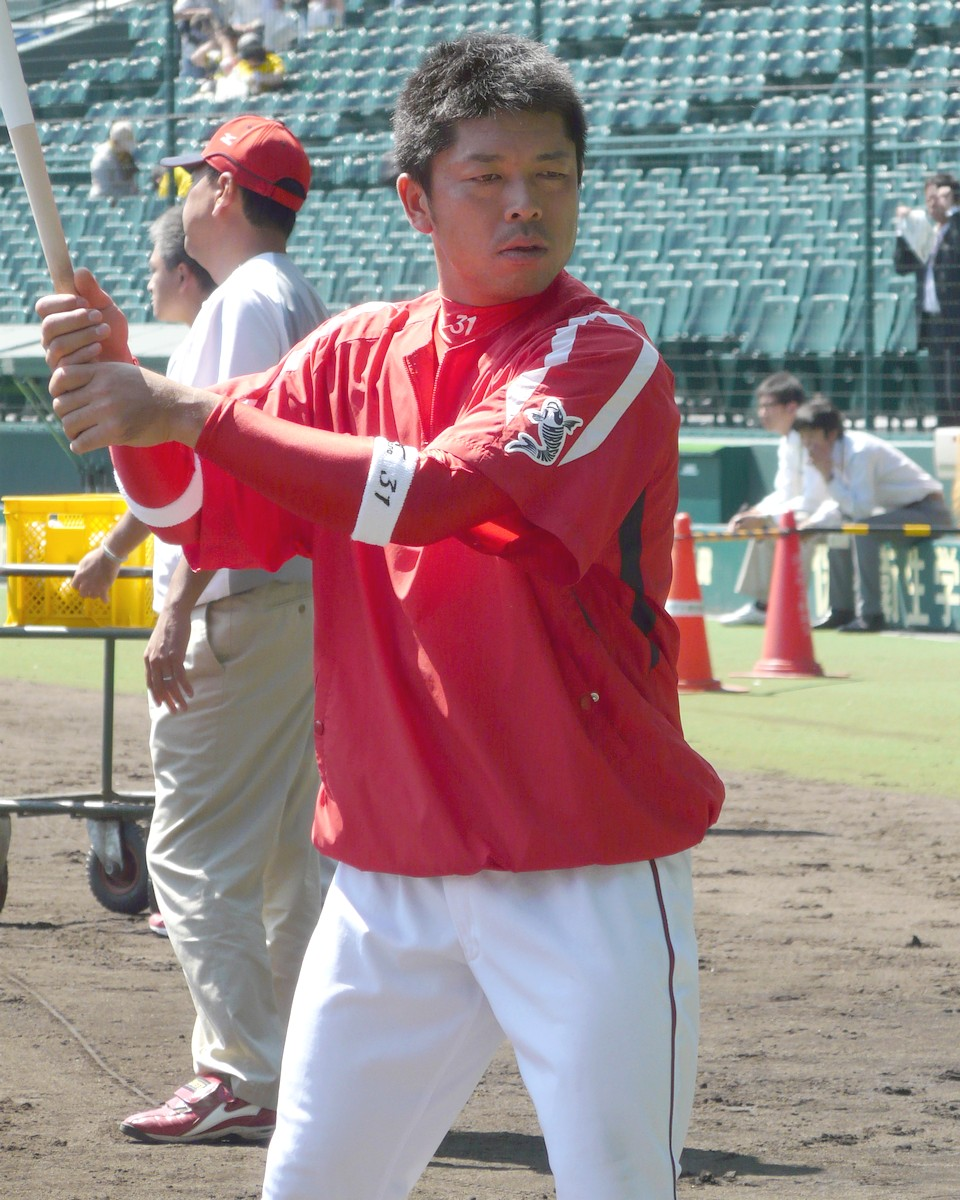
阪神甲子園球場にて

2002年は10月以降の消化試合で5試合の出場にとどまったが、初出場の対ヤクルトスワローズ戦で、石井弘寿から初安打を放った。
2003年はシーズン中から一軍出場機会が増え、2年目ながら116試合に出場。肩・打撃の衰えが見られる西山秀二の正捕手の座を脅かし、前年活躍した木村一喜をも抜き去る存在となった。打率は2割前後を推移したが、シーズン通算4本塁打のうち、2本が満塁、2ラン・3ランが1本ずつと良い場面での本塁打が多かった。強肩で知られる谷繁元信を超える盗塁阻止率も残した。

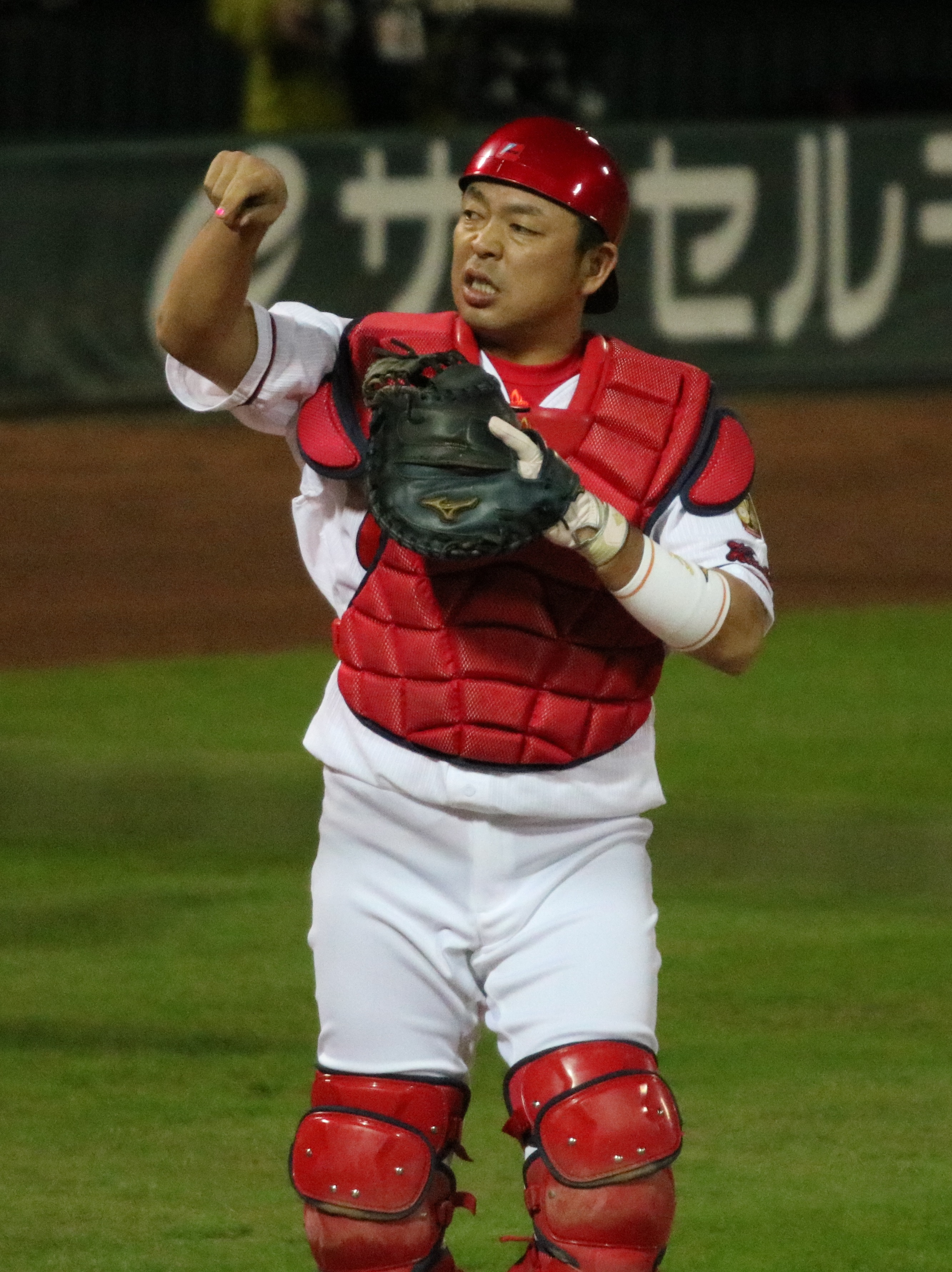
守備に就く石原（2017年10月20日、マツダスタジアム）

2004年は8番捕手でプロ入り初の開幕スタメンの座を掴むと、不振に終わった前年より安定感を増した打撃が評価され、西山から正捕手の座を勝ち取った。シーズン終了までほぼ全試合に出場した。自身初の規定打席に到達し、135試合出場、打率.288、6本塁打と好成績を残した。
2005年はオープン戦でファウルを打った際に左手有鈎骨を骨折し、春先は出場できなかった。5月末に復帰後はスタメン捕手として起用されたが、打撃で足踏み状態が続き、目立った活躍は8月2日の対巨人戦でサヨナラ打を打った程度であった。守備でも8月9日の対ヤクルト戦で、振り逃げのリック・ガトームソンに気を取られ、三塁走者アダム・リグスに背を向けて一塁に緩慢な送球を行っている間に、リグスにホームインを許すなど精彩を欠いた。結局8月中旬以降は、自身の故障中に起用されていた倉義和に再び正捕手の座を奪われた。
2006年は倉と併用される形で捕手を務めた。この年は倉も打率.239と不振で、石原も開幕直後こそ打撃好調であったが、5月から不調に陥り、打率.221に終わった。得点圏打率は1割を下回り、満塁では6打数無安打（4併殺打）と勝負弱さが目立った。5月31日の対西武ライオンズ戦でスクイズプレイを敢行するもピッチアウトされ、ジャンプしたもののバットにボールが当たらず失敗に終わっている。8月12日の対巨人戦では、前年に続きサヨナラ打を放っているが、信頼を掴むには至らなかった。9月7日の対横浜戦において、10回裏2死満塁打者佐伯貴弘の4球目に、31年ぶりとなるサヨナラ打撃妨害を犯した。この日は本人の誕生日で、レフトスタンドからも第一打席でハッピーバースデーの歌で祝福されただけに、何とも味の悪い誕生日になった。石原は「永川に申し訳ない。どうのこうの言えない」と肩を落とした。ブラウン監督は「あんなプレーは初めて見た。あってはならない。また明日!また明日!」と気持ちを切り替えていた。
2007年は前年に続き倉と併用される形が続き、スタメン機会はほぼ半々だった。5月8日の対中日ドラゴンズ戦では中継ぎ投手の負担軽減のため、ブルペンで投球練習を行ったこともあった。登板はなかったが、今後も同様な場面があった場合の登板を示唆されていた。5月26日の対福岡ソフトバンクホークス戦の同点の八回に、顔付近に来た球にのけぞって尻もちをつきながらも、三塁方向にスクイズ成功。チームの交流戦初勝利に貢献した。5月から6月までは打撃好調で、2004年に次ぐ打率.281の好成績を残した。しかし今度は倉も8月以降打撃が上向いて打率.274を記録し、8月にはスタメン捕手の座を譲ることも多かった。10月1日の対中日戦の8回裏1死3塁の場面、初球からスクイズを敢行するがピッチアウトされ、前年の対西武戦で外された時よりも更に大きくジャンプしたものの届かず失敗に終わった。
2008年は2004年以来となる開幕スタメンの座を掴むと、倉の打撃不振もあり、出場機会を増やし4年ぶりの100試合出場、規定打席到達となった。打撃でも勝負強さを見せ、6番を任される試合もあった。本塁打と打点は自身最高の数字を残した。
2009年は開幕前の3月に開催された第2回ワールド・ベースボール・クラシック（WBC）の日本代表に選出された。第一次の東京ラウンドでは出場機会はなかったが、サンディエゴでの第二次ラウンド韓国戦で初出場を果たした。登録メンバーの野手でただ一人打席に立つ機会がなかった。
WBC終了後、チームに合流するとキャプテンに任命される。シーズンでは、新本拠地であるマツダスタジアム開催の恩恵もあり、マツダオールスターゲームに初めてファン投票で選出された。しかし、シーズンでは開幕から打率2割にも満たない極度の打撃不振に陥る。ライバルである倉も打撃不振だったためにレギュラー固定され続けたが、調子は一向に上がらず、一時は1982年の山倉和博以来となる「規定打席到達での1割打者」となる可能性も取り沙汰されていた。8月29日の横浜ベイスターズ戦で2打席連続本塁打、1試合5打点と意地の活躍を見せた。最終的に打率は.206とぎりぎりで2割台に乗せたが、シーズン後半は倉や若手の會澤翼と併用されて途中出場や途中交代が増え、前年より1試合多い124試合に出場しながら、規定打席には届かずに終わった。なお本塁打は自身初となる二桁の10本を放ち、サヨナラ本塁打を打つなど低打率ながら意外性のある活躍も見せた。広島の捕手でシーズン二桁本塁打を打ったのは1976年の水沼四郎（11本）以来33年ぶりである。
2010年は開幕して暫くは打撃が不調だったが、徐々に調子を上げて行き、他の捕手との併用や腰痛等もあったものの2年ぶりに打率が2割5分を越えるなど、終始不調だった前年よりも打撃面が改善された。また前田健太と共に最優秀バッテリー賞を受賞した。8月5日に国内他球団への移籍が可能なFA権を取得。去就が注目されていたが、11月15日にFA権を行使せずに3年契約を結んで残留することを発表した。年俸は1億円。
2011年は5月14日の巨人戦ではレビ・ロメロから死球を受け、押し出しという形でチームの逆転サヨナラ勝利に貢献し、お立ち台に立った。5月21日のオリックス戦で今季初本塁打を放ち、チームの交流戦初勝利に貢献した。8月22日には海外FA権を取得した。
2012年は7月17日の中日戦で岩瀬仁紀からセ・リーグでは18年ぶりとなるサヨナラスクイズを決め、チームの5連勝に貢献したが、7月26日のヤクルト戦で右太もも裏を痛め出場選手登録から外れるなど2度の故障により、出場試合は77試合にとどまった。シーズン後、元タレントの八幡えつこと結婚。
2013年は3年ぶりに120試合以上出場を果たした。打率.248であったが、四死球は自己最多の55個を選び出塁率はキャリアハイの.350をマークした。Aクラスを争う勝負所の9月17日の阪神タイガース戦で久保康友から自身4度目となるサヨナラ本塁打を放ちチームを4年ぶりの7連勝に導くなど、チームの16年ぶりのAクラス入りに大きく貢献した。この年で3年契約が終了したが、11月11日にFA権を行使せず残留する意向を発表。球団と3年総額3億円（推定）の契約を結んだ。
2014年は開幕当初は正捕手を務めていたが、前半戦の打率が.141という極度の打撃不振に陥り、肩の故障もあり6月末に登録抹消。その間に正捕手の座を會澤に奪われ、1軍復帰後も出場機会は大きく減少した。會澤が負傷離脱したシーズン終盤には再び正捕手を務めたものの、80試合の出場で打率は.192とキャリアで初めて2割を切った。また、新井貴浩の復帰が決まった際には歓迎会を開くなど生え抜きベテランとしてチームを支えた。
2015年は開幕スタメンを會澤に譲ったが、2戦目にクリス・ジョンソンとバッテリーを組み史上45人目（初登板での達成は史上初）の準完全試合を記録した。その後もジョンソンが登板する試合は全て正捕手を務め、シーズン終盤にはレギュラーに復帰した。
2016年は開幕戦に8番捕手でスタメン出場を果たし、その後もジョンソン、黒田博樹、野村祐輔が登板する試合を中心に正捕手を務めた。8月2日のヤクルト戦ではウラディミール・バレンティンが空振りをした際にバットを頭部に受け、脳振とう、後頭部打撲と診断され登録抹消となった。しかし、脳震盪特例措置が適用されたため10日を待たず9日に再登録され、復帰戦で安打を放った。打撃は前半戦を終えた時点で打率.147と不振が続いたが、後半戦は打率.299を記録するなど復調して下位打線を支えた。最終的には106試合に出場し、3年振りに出場試合が100を上回った。また、広島の優勝に貢献したことが評価され、セリーグ最年長の37歳にして、初のゴールデングラブ賞 、ベストナインを獲得し、また、自身三度目となる最優秀バッテリー賞も野村と共に受賞した。2016年の日本シリーズではノーヒットに終わり日本一を逃した。
2017年は2年連続で開幕スタメン出場を果たした。序盤戦は會澤と併用される形で起用され、4月13日の対巨人戦では池田駿から2シーズンぶりの本塁打を放つなど打撃好調だった。しかし後半戦は打率.109と不振に陥ったことで會澤が正捕手の座に就き、シーズン終盤は磯村嘉孝にもスタメンマスクを譲る機会が増えたことにより、77試合の出場にとどまった。7月12日の対DeNA戦で史上189人目となる通算1500試合出場を達成。
2018年は5月11日の対阪神戦で能見篤史から左前打を放ち、史上292人目の通算1000本安打を達成。38歳8カ月での達成は史上最年長、広島の捕手では球団史上初の記録だった。シーズンを通じては58試合の出場にとどまり、打率はキャリアワーストの.177であったが、ジョンソンが先発登板する試合では全試合先発マスクを務めた。福岡ソフトバンクホークスとの日本シリーズでも第2戦（10月28日）でシーズン同様にジョンソンとバッテリーを組み、チームのシリーズ唯一の勝利へ導いた。
2019年はジョンソンが先発登板する試合のみ先発マスクを被ったため、前年をさらに下回る31試合の出場にとどまったが、慢性的な肩痛が回復し盗塁阻止率は自己ベストタイの.500を記録、4月17日の対巨人戦ではライアン・クックから球団ワーストの開幕から5カード連続負け越しを止める決勝適時打を放つなど随所で存在感を示した。
2020年は8月27日の対横浜DeNAベイスターズ戦で左脚を負傷した後に登録抹消となって以降はリハビリに励んでいたが、実戦復帰は叶わないまま10月12日に球団に引退を申し入れて了承され、11月7日の対阪神タイガース戦（マツダスタジアム）が引退試合となり、8回1アウトランナー1塁から打席入りし、能見篤史からライトフライを打ち上げて現役生活を終えた。試合後には引退セレモニーが行われた。

### 引退後
2021年からは日本テレビ・広島テレビ野球解説者とデイリースポーツの野球評論家に就任。
2022年10月24日、2023年シーズンから広島の一軍バッテリーコーチを務めることが発表された。

## 選手としての特徴
WBCメンバー選出の際には伊東勤から「12球団トップクラス」と評されたほどの高いキャッチング技術を持つ。藤井彰人は「最強の捕手」と評し、「投げる、捕る、止める。ずっと石原が一番うまいと思ってきましたよ」と述べている。構えてから捕球するまでミットが動かず、広島投手陣からは投げやすいと言われていた。
現役時代、試合中に選手のケガによる中断があった際に相手チームの、選手のバットを真っ直ぐ立てる技を披露したことがあった（立てたバットは強風以外で倒れたことが一度もない）。
試合を決める勝負強さを持っており、8度のサヨナラ勝ちの立役者となっている。そのうち2009年から2014年まで6年連続で自らサヨナラ勝ちを決めた。
一方で印象的な頭脳プレーや予期せぬ好結果を生んだ珍プレーの類も散見され、それらがメディアやネット上で取り上げられ「意外性を生む選手」としてファンに愛された。
- 2013年5月7日の対横浜戦にて、6回表2死一塁の守備場面で久本祐一の投球を捕逸、ボールが打席白線上に落ち完全に見失ってしまう。その様子を見た一塁走者が進塁を狙った事から、石原はとっさの判断でグラウンドの砂を掴み捕球と送球体勢を偽装し牽制、一塁走者を幻惑させ進塁を阻止した[32]。
- 2016年7月27日の対巨人戦において5回裏一死満塁の攻撃場面で二塁走者となり、打者田中広輔が放ったショートバウンドの打球を相手内野手が捕球し二塁に送球、この時点で一塁走者小窪哲也のフォースアウトが成立。ところがその時離塁しており本来タッチアウトが必要な二塁走者石原が（三塁走者本塁到達・一塁走者フォースアウトにより、二三塁間フォースプレーが解除されていた）、フォースアウトでベンチに帰る体裁で三塁まで歩き始めた。小窪も暫く二塁上に立つアシストをし、巨人守備陣に「一塁走者小窪はセーフ、二塁走者石原はアウト」と誤認させ、徒歩での三塁進塁を成功させた[33]。後日石原は「何をしてもアウトになると思ったから、一か八かだった」と語っており、石原のとっさの判断と、その意を汲んだ小窪の頭脳的連携プレーであった[34]。
- 2017年5月14日の対巨人戦にて、8回裏一死一二塁の攻撃で打席に入ると、相手投手の暴投により走者二三塁に発展。続く場面で石原はスクイズを試み空振りとなるも相手捕手が後逸、その間に走者全員が生還し「空振り2ランスクイズ」の珍事を演出した。[35]。

## 詳細情報

### 年度別打撃成績
| 年 度      | 球 団      | 試 合 | 打 席 | 打 数 | 得 点 | 安 打 | 二 塁 打 | 三 塁 打 | 本 塁 打 | 塁 打 | 打 点 | 盗 塁 | 盗 塁 死 | 犠 打 | 犠 飛 | 四 球 | 敬 遠 | 死 球 | 三 振 | 併 殺 打 | 打 率 | 出 塁 率 | 長 打 率 | O P S |
| ---------- | ---------- | ----- | ----- | ----- | ----- | ----- | -------- | -------- | -------- | ----- | ----- | ----- | -------- | ----- | ----- | ----- | ----- | ----- | ----- | -------- | ----- | -------- | -------- | ----- |
| 2002       | 広島       | 5     | 10    | 10    | 1     | 3     | 0        | 0        | 0        | 3     | 0     | 0     | 0        | 0     | 0     | 0     | 0     | 0     | 1     | 1        | .300  | .300     | .300     | .600  |
| 2003       | 広島       | 116   | 338   | 305   | 19    | 65    | 14       | 2        | 4        | 95    | 21    | 0     | 1        | 10    | 0     | 17    | 7     | 6     | 78    | 6        | .213  | .268     | .311     | .580  |
| 2004       | 広島       | 135   | 435   | 396   | 32    | 114   | 22       | 0        | 6        | 154   | 35    | 0     | 1        | 9     | 1     | 21    | 7     | 8     | 70    | 6        | .288  | .336     | .389     | .725  |
| 2005       | 広島       | 74    | 194   | 174   | 13    | 42    | 6        | 0        | 2        | 54    | 12    | 0     | 0        | 3     | 2     | 11    | 1     | 4     | 29    | 6        | .241  | .298     | .310     | .609  |
| 2006       | 広島       | 85    | 267   | 240   | 17    | 53    | 9        | 0        | 3        | 71    | 11    | 2     | 0        | 6     | 2     | 15    | 2     | 4     | 43    | 6        | .221  | .276     | .296     | .572  |
| 2007       | 広島       | 89    | 284   | 256   | 24    | 72    | 12       | 0        | 3        | 93    | 15    | 2     | 2        | 6     | 0     | 16    | 1     | 6     | 47    | 9        | .281  | .338     | .363     | .701  |
| 2008       | 広島       | 123   | 457   | 422   | 36    | 112   | 19       | 0        | 9        | 158   | 50    | 6     | 6        | 10    | 2     | 22    | 0     | 1     | 80    | 7        | .265  | .302     | .374     | .676  |
| 2009       | 広島       | 124   | 422   | 364   | 31    | 75    | 15       | 1        | 10       | 122   | 37    | 2     | 3        | 11    | 4     | 39    | 4     | 4     | 90    | 11       | .206  | .287     | .335     | .622  |
| 2010       | 広島       | 122   | 408   | 369   | 33    | 97    | 19       | 0        | 8        | 140   | 41    | 4     | 4        | 6     | 1     | 29    | 5     | 3     | 81    | 10       | .263  | .321     | .379     | .700  |
| 2011       | 広島       | 110   | 342   | 299   | 15    | 60    | 10       | 0        | 4        | 82    | 27    | 2     | 2        | 14    | 3     | 22    | 3     | 4     | 49    | 7        | .201  | .262     | .274     | .536  |
| 2012       | 広島       | 77    | 250   | 217   | 22    | 52    | 15       | 0        | 1        | 70    | 22    | 0     | 1        | 9     | 1     | 22    | 5     | 1     | 37    | 7        | .240  | .311     | .323     | .634  |
| 2013       | 広島       | 121   | 398   | 327   | 32    | 81    | 9        | 0        | 7        | 111   | 35    | 0     | 2        | 15    | 3     | 45    | 2     | 8     | 76    | 12       | .248  | .350     | .339     | .689  |
| 2014       | 広島       | 80    | 223   | 193   | 17    | 37    | 8        | 0        | 4        | 57    | 19    | 1     | 2        | 8     | 0     | 21    | 4     | 1     | 43    | 6        | .192  | .274     | .295     | .570  |
| 2015       | 広島       | 83    | 238   | 216   | 15    | 52    | 6        | 0        | 2        | 64    | 12    | 1     | 0        | 8     | 0     | 14    | 2     | 0     | 42    | 10       | .241  | .287     | .296     | .583  |
| 2016       | 広島       | 106   | 289   | 243   | 19    | 49    | 7        | 0        | 0        | 56    | 17    | 4     | 1        | 12    | 1     | 29    | 5     | 4     | 54    | 8        | .202  | .296     | .230     | .526  |
| 2017       | 広島       | 77    | 167   | 147   | 11    | 30    | 4        | 0        | 1        | 37    | 12    | 1     | 0        | 8     | 2     | 10    | 0     | 0     | 33    | 8        | .204  | .252     | .252     | .503  |
| 2018       | 広島       | 58    | 107   | 96    | 6     | 17    | 1        | 0        | 1        | 21    | 7     | 0     | 0        | 4     | 1     | 5     | 2     | 1     | 27    | 4        | .177  | .223     | .219     | .442  |
| 2019       | 広島       | 31    | 67    | 56    | 3     | 11    | 2        | 0        | 1        | 16    | 5     | 0     | 0        | 5     | 1     | 5     | 0     | 0     | 18    | 1        | .196  | .258     | .286     | .544  |
| 2020       | 広島       | 4     | 5     | 5     | 0     | 0     | 0        | 0        | 0        | 0     | 0     | 0     | 0        | 0     | 0     | 0     | 0     | 0     | 1     | 0        | .000  | .000     | .000     | .000  |
| 通算：19年 | 通算：19年 | 1620  | 4901  | 4335  | 346   | 1022  | 178      | 3        | 66       | 1404  | 378   | 25    | 25       | 144   | 24    | 343   | 50    | 55    | 899   | 125      | .236  | .299     | .324     | .622  |

- 各年度の太字はリーグ最高

### WBCでの打撃成績
| 年 度 | 代 表 | 試 合 | 打 席 | 打 数 | 得 点 | 安 打 | 二 塁 打 | 三 塁 打 | 本 塁 打 | 塁 打 | 打 点 | 盗 塁 | 盗 塁 死 | 犠 打 | 犠 飛 | 四 球 | 敬 遠 | 死 球 | 三 振 | 併 殺 打 | 打 率 | 出 塁 率 | 長 打 率 |
| ----- | ----- | ----- | ----- | ----- | ----- | ----- | -------- | -------- | -------- | ----- | ----- | ----- | -------- | ----- | ----- | ----- | ----- | ----- | ----- | -------- | ----- | -------- | -------- |
| 2009  | 日本  | 1     | 0     | 0     | 0     | 0     | 0        | 0        | 0        | 0     | 0     | 0     | 0        | 0     | 0     | 0     | 0     | 0     | 0     | 0        | ----  | ----     | ----     |

### 年度別守備成績
| 年 度 | 球 団 | 捕手  | 捕手  | 捕手  | 捕手  | 捕手  | 捕手  | 捕手     | 捕手     | 捕手     | 捕手     | 捕手     |
| 年 度 | 球 団 | 試 合 | 刺 殺 | 補 殺 | 失 策 | 併 殺 | 捕 逸 | 守 備 率 | 企 図 数 | 許 盗 塁 | 盗 塁 刺 | 阻 止 率 |
| ----- | ----- | ----- | ----- | ----- | ----- | ----- | ----- | -------- | -------- | -------- | -------- | -------- |
| 2002  | 広島  | 4     | 27    | 3     | 1     | 0     | 0     | .968     | 2        | 1        | 1        | .500     |
| 2003  | 広島  | 115   | 686   | 48    | 7     | 11    | 8     | .991     | 69       | 47       | 22       | .319     |
| 2004  | 広島  | 135   | 975   | 57    | 5     | 15    | 3     | .995     | 81       | 55       | 26       | .321     |
| 2005  | 広島  | 71    | 412   | 35    | 3     | 8     | 6     | .993     | 28       | 16       | 12       | .429     |
| 2006  | 広島  | 84    | 483   | 32    | 6     | 5     | 3     | .988     | 49       | 37       | 12       | .245     |
| 2007  | 広島  | 86    | 442   | 43    | 4     | 2     | 3     | .992     | 57       | 40       | 17       | .298     |
| 2008  | 広島  | 121   | 763   | 72    | 6     | 11    | 3     | .993     | 94       | 65       | 29       | .309     |
| 2009  | 広島  | 124   | 773   | 62    | 7     | 9     | 3     | .992     | 77       | 54       | 23       | .299     |
| 2010  | 広島  | 118   | 696   | 52    | 4     | 8     | 4     | .995     | 70       | 50       | 20       | .286     |
| 2011  | 広島  | 106   | 698   | 55    | 1     | 6     | 5     | .999     | 65       | 47       | 18       | .277     |
| 2012  | 広島  | 77    | 471   | 26    | 5     | 2     | 2     | .990     | 37       | 29       | 8        | .216     |
| 2013  | 広島  | 121   | 727   | 48    | 3     | 12    | 2     | .995     | 80       | 60       | 20       | .333     |
| 2014  | 広島  | 79    | 431   | 27    | 4     | 2     | 2     | .991     | 35       | 28       | 7        | .200     |
| 2015  | 広島  | 83    | 490   | 41    | 7     | 8     | 2     | .987     | 54       | 37       | 17       | .315     |
| 2016  | 広島  | 106   | 549   | 31    | 1     | 4     | 3     | .998     | 36       | 24       | 12       | .333     |
| 2017  | 広島  | 76    | 338   | 18    | 1     | 2     | 1     | .997     | 25       | 19       | 6        | .240     |
| 2018  | 広島  | 57    | 238   | 9     | 1     | 1     | 3     | .996     | 29       | 26       | 3        | .103     |
| 2019  | 広島  | 31    | 154   | 20    | 2     | 2     | 0     | .989     | 14       | 7        | 7        | .500     |
| 2020  | 広島  | 4     | 11    | 3     | 0     | 0     | 0     | 1.000    | 2        | 1        | 1        | .500     |
| 通算  | 通算  | 1598  | 9364  | 682   | 68    | 108   | 53    | .993     | 904      | 643      | 261      | .289     |

- 各年度の太字はリーグ最高

### 表彰
- ベストナイン：1回（捕手部門：2016年）
- ゴールデングラブ賞：1回（捕手部門：2016年）
- 最優秀バッテリー賞：3回
  - 2010年 投手：前田健太
  - 2013年 投手：前田健太
  - 2016年 投手：野村祐輔
- 月間サヨナラ賞：2回（2012年7月、2013年9月）

### 記録
初記録
- 初出場：2002年10月5日、対ヤクルトスワローズ26回戦（広島市民球場）、6回表に西山秀二に代わり捕手で出場
- 初打席・初安打：同上、7回裏に石川雅規から中前安打
- 初先発出場：2002年10月14日、対横浜ベイスターズ28回戦（広島市民球場）、8番・捕手で先発出場
- 初打点：2003年4月12日、対中日ドラゴンズ2回戦（ナゴヤドーム）、2回表に野口茂樹から左越適時二塁打
- 初本塁打：2003年4月27日、対阪神タイガース5回戦（阪神甲子園球場）、1回表に下柳剛から左越満塁本塁打
- 初盗塁：2006年5月11日、対福岡ソフトバンクホークス3回戦（福岡Yahoo! JAPANドーム）、2回表に二盗（投手：D・J・カラスコ、捕手：山崎勝己）

節目の記録
- 1000試合出場：2012年6月14日、対千葉ロッテマリーンズ4回戦（QVCマリンフィールド）、9番・捕手で先発出場 ※史上451人目
- 1500試合出場：2017年7月12日、対横浜DeNAベイスターズ14回戦（MAZDA Zoom-Zoom スタジアム広島）、8番・捕手で先発出場 ※史上189人目[36]
- 1000安打：2018年5月11日、対阪神タイガース7回戦（MAZDA Zoom-Zoom スタジアム広島）、3回裏に能見篤史から左前安打 ※史上292人目、38歳8か月での達成は史上最年長

その他記録
- オールスターゲーム出場：3回（2008年、2009年、2011年）
- フランチャイズ・プレイヤー：プロデビューから引退まで移籍なし（18年間）

### 背番号
- 31（2002年 - 2020年） 
  - 29（2009年WBC）
- 81（2023年 - ）

### 登場曲
- FUNKY MONKEY BABYS 「悲しみなんて笑い飛ばせ」（2012～2013途中）
- PSY 「江南スタイル」（2013途中～不明）
- 三代目 J Soul Brothers from EXILE TRIBE 「R.Y.U.S.E.I.」（2015年）
- RADIO FISH 「PERFECT HUMAN」（2016年）
- WANIMA 「やってみよう」（2018年～）

### 代表歴
- 2009 ワールド・ベースボール・クラシック日本代表

## 関連情報

### ポスター
- 40歳からの特定健診（2019年度、広島県保険者協議会）

### テレビ番組
- DRAMATIC BASEBALL（2021年-　広島テレビ・日本テレビ・BS日本・日テレジータス）原則として広島戦に関係する試合を担当するが、年数本は東京ドームに出張して、巨人戦（広島戦に限らず）も担当
- 進め!スポーツ元気丸（2021年- 、広島テレビ）コメンテーター
- 広島市広報番組 カープ家のひろしま生活＋プラス（2021年4月 -2023年3月 、広島テレビ） - 加会冨公二郎（池谷公二郎）と草野球の黄金バッテリーを組む仲間・石原慶幸 役

### CM
- マツダアンフィニ広島（2022年・2023年・2024年）
  - 「石原さんの行き先」篇（2022年） - 元 カープ31 ※坂倉将吾（現 カープ31）と出演
  - 「坂倉くんの目標」篇（2022年） - 元 カープ31 ※坂倉将吾（現 カープ31）と出演
  - 「石原さんが受け止める」篇（2023年） - アンフィニ広島店長
  - 「総合力」篇（2024年） - アンフィニ広島店長
  - 「2024宣誓」篇（2024年） - アンフィニ広島店長 ※秋山翔吾外野手・坂倉将吾捕手と出演

### 著書
- 野球人生を変えた たった一つの勇気 18.44mのその先に（2021年4月29日、 サンフィールド、広島アスリートマガジン編集部） ISBN 978-4908473081

### 連載
- 石原慶幸 気配りのススメ（2021年 - 、中国新聞）